# La Almona
La Almona es una pequeña localidad del departamento Doctor Manuel Belgrano en la provincia de Jujuy, Argentina.

## Ubicación geográfica
Se encuentra a 14 km al suroeste de la ciudad de San Salvador de Jujuy por la RN 9 desvío luego por RP 8 y RP 2, a través de camino asfaltado. cuenta con innumerables paisajes, dique Los Alisos, cerros con nevados y pinos, y un microclilma ideal para realizar actividades al aire libre desde la pesca hasta disfrutar de un día de campo.

## Población
Contaba con 34 habitantes (Indec, 2001), en 1991 había sido censada como población rural dispersa.
En esta región, entre La Almona y los barrios de Cuyaya y Juan Galán (al oeste de la ciudad de San Salvador de Jujuy) vivían los miembros de la etnia jujuy.

## Sismicidad
La sismicidad del área de Jujuy es frecuente y de intensidad baja, y un silencio sísmico de terremotos medios a graves cada 40 años.
- Sismo de 1863: aunque dicha actividad geológica catastrófica, ocurre desde épocas prehistóricas, el terremoto del 4 de enero de 1863 (162 años),[3] señaló un hito importante dentro de la historia de eventos sísmicos jujeños, con 6,4 Richter. Pero nada cambió extremando cuidados y/o restringiendo códigos de construcción.[2]
- Sismo de 1948: el 25 de agosto de 1848 (176 años) con 7,0 Richter, el cual destruyó edificaciones y abrió numerosas grietas en inmensas zonas[3][2]
- Sismo de 2009: el 6 de noviembre de 2009 (15 años) con 5,6 Richter